# Преображенская церковь (Мазунино)
Преображенская церковь — православный храм в селе Мазунино Сарапульского района Удмуртской Республики, принадлежит к Сарапульской епархии.

## История
В начале XVIII века около деревни Мазунинская в селе Мамылево построена церковь во имя Преображения Господня. Позднее крестьяне села Мамылево переселились в деревню и по указу Казанской духовной консистории от 1743 года, был образован новый приход, после завершения строительства нового деревянного храма старая церковь была сожжена.
К 1773 году деревянная церковь обветшала и Казанская духовная консистория выдала храмоздатную грамоту на строительство каменной церкви с тем же названием и приделом в честь Казанской иконы Божией Матери. Храм построен в 1782 году и освящён во имя Преображения Господня 18 января 1795 года, а придел в честь Казанской иконы Божией Матери — 18 января 1785 года.

### Строительство современного здания
После Ижевского пожара 1810 года, заводской архитектор Семён Емельянович Дудин выполнил проект нового ижевского храма. Но в Санкт-Петербурге посчитали проект излишне затратным для провинциального посёлка и предложили строить храм попроще. Но спустя всего три года после отказа для Ижевского завода, в 1814 году осуществление проекта началось в селе Мазунино.
Храм строился на средства прихожан и в нём было три престола.
В холодной церкви:
- главный престол во имя Преображения Господня, освящён 28 мая 1846 года

В тёплой церкви:
- правый престол во имя Казанской иконы Божией Матери, освящён 18 января 1821 года
- левый престол в честь святых Афанасия и Кирилла Александрийских, освящён 17 января 1835 года

В 1889 году в приходе числились: село Мазунино, деревни Фертики, Кутмесь, Ежева, Сарапкина, Орешники, Лысова, Межная, Соколовка и починки Ончуров, Большой Хлыстов и Чёрный Ельник. В 1867 году при церкви открыто церковно-приходское попечительство, а в 1898 году — церковно-приходская школа.

### Современность
В 1936 году церковь была закрыта и разграблена, на 1941 год использовалась под склад зерна. В 1970-е годы обрушилась крыша в таком состоянии в 1990-е годы храм был возвращён епархии. В 2006 году по инициативе президента Удмуртской Республики Волкова Александра Александровича началось восстановление храма.
После восстановления настоятелем храма был протоиерей Владимир Жижин, скончавшийся 4 августа 2018 года.

## Фотолетопись восстановления храма

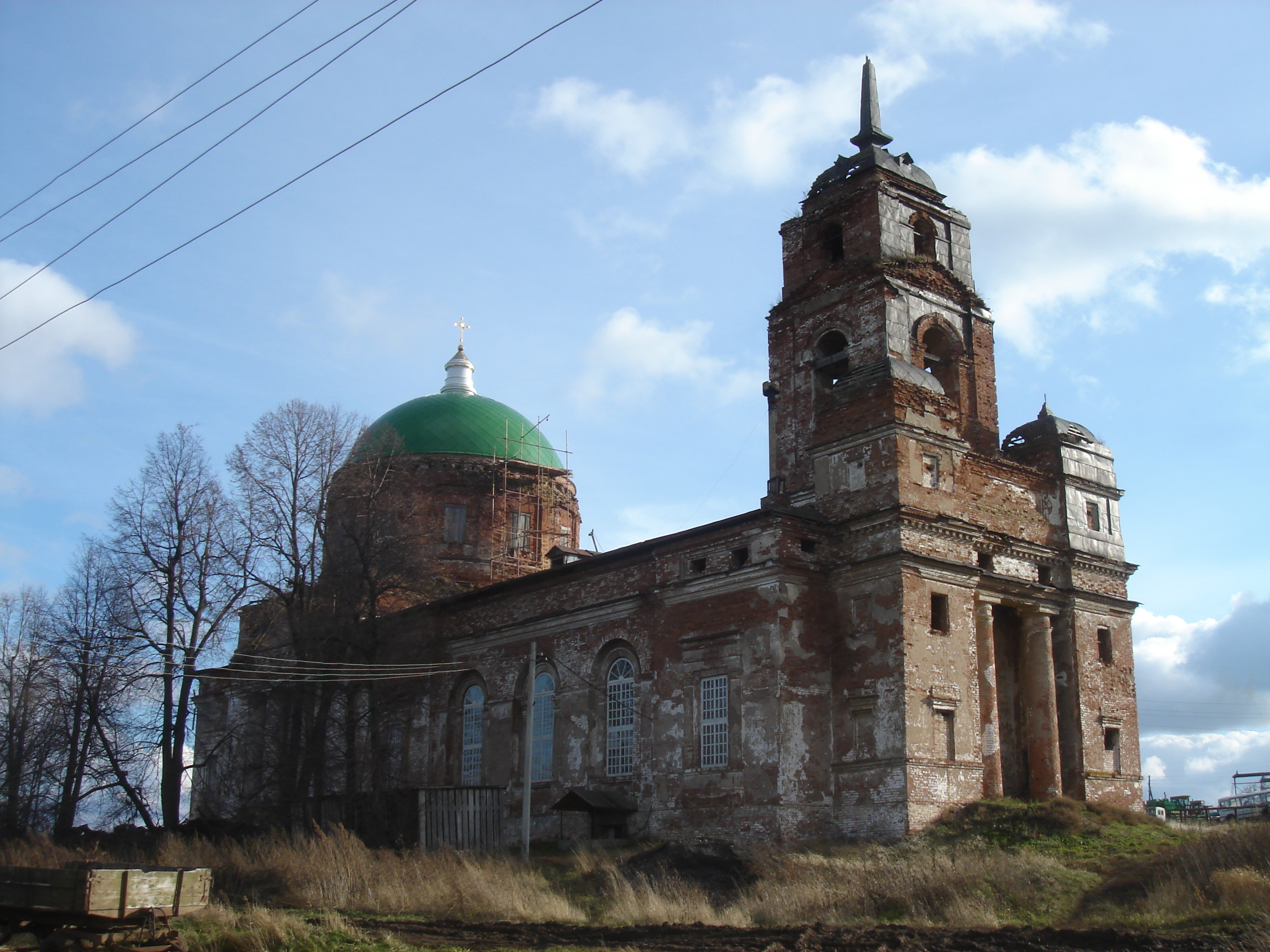
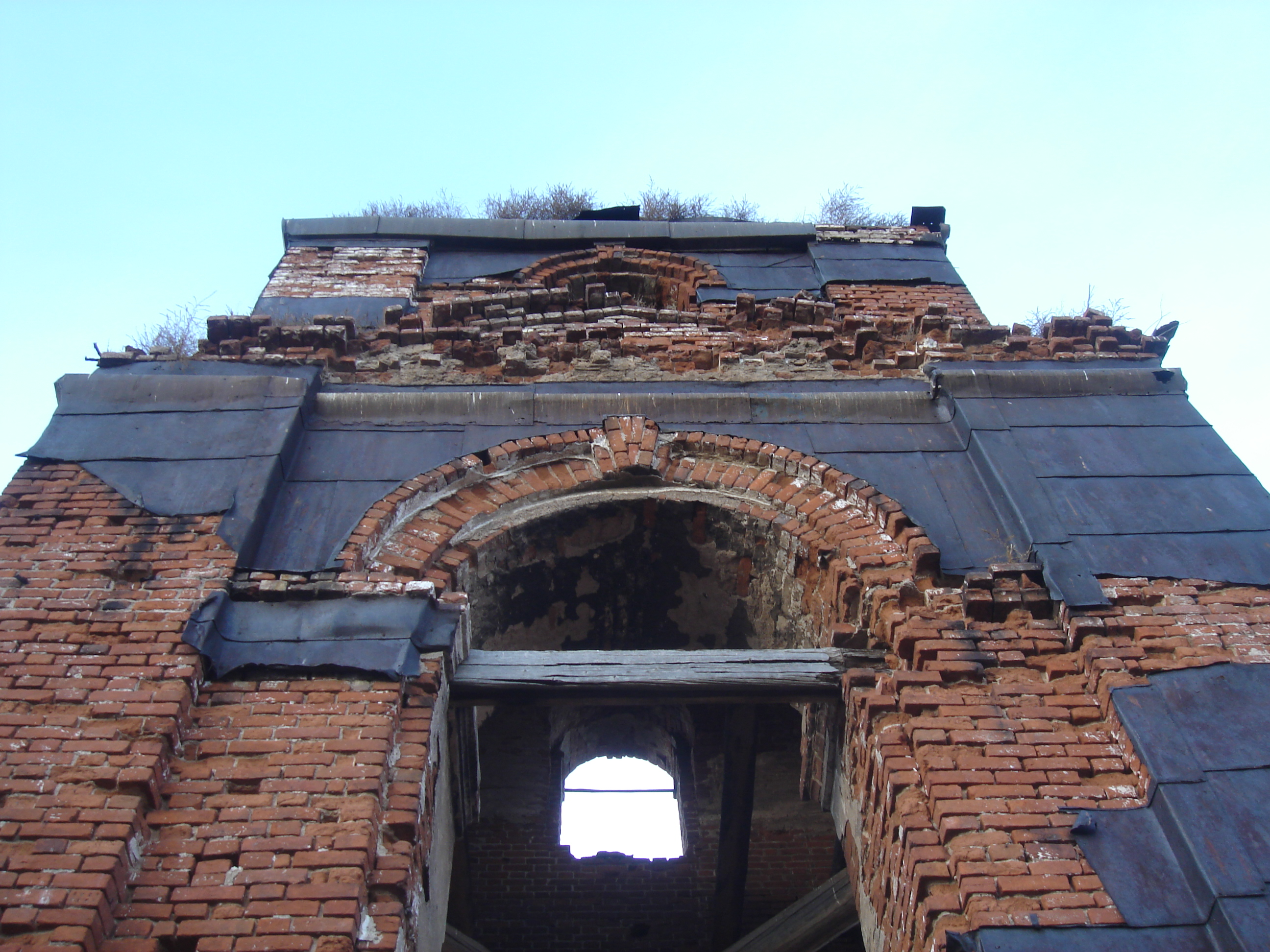
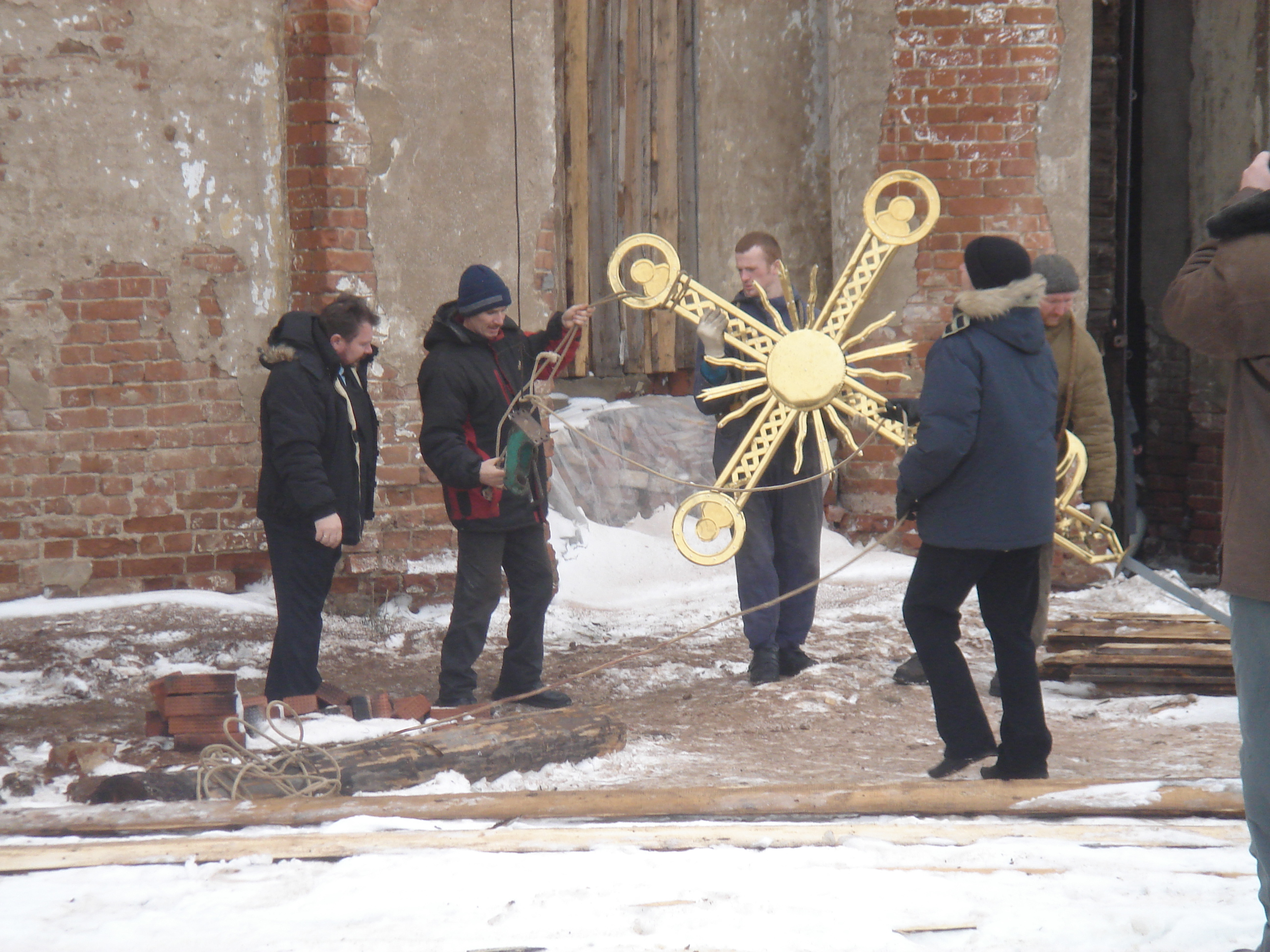
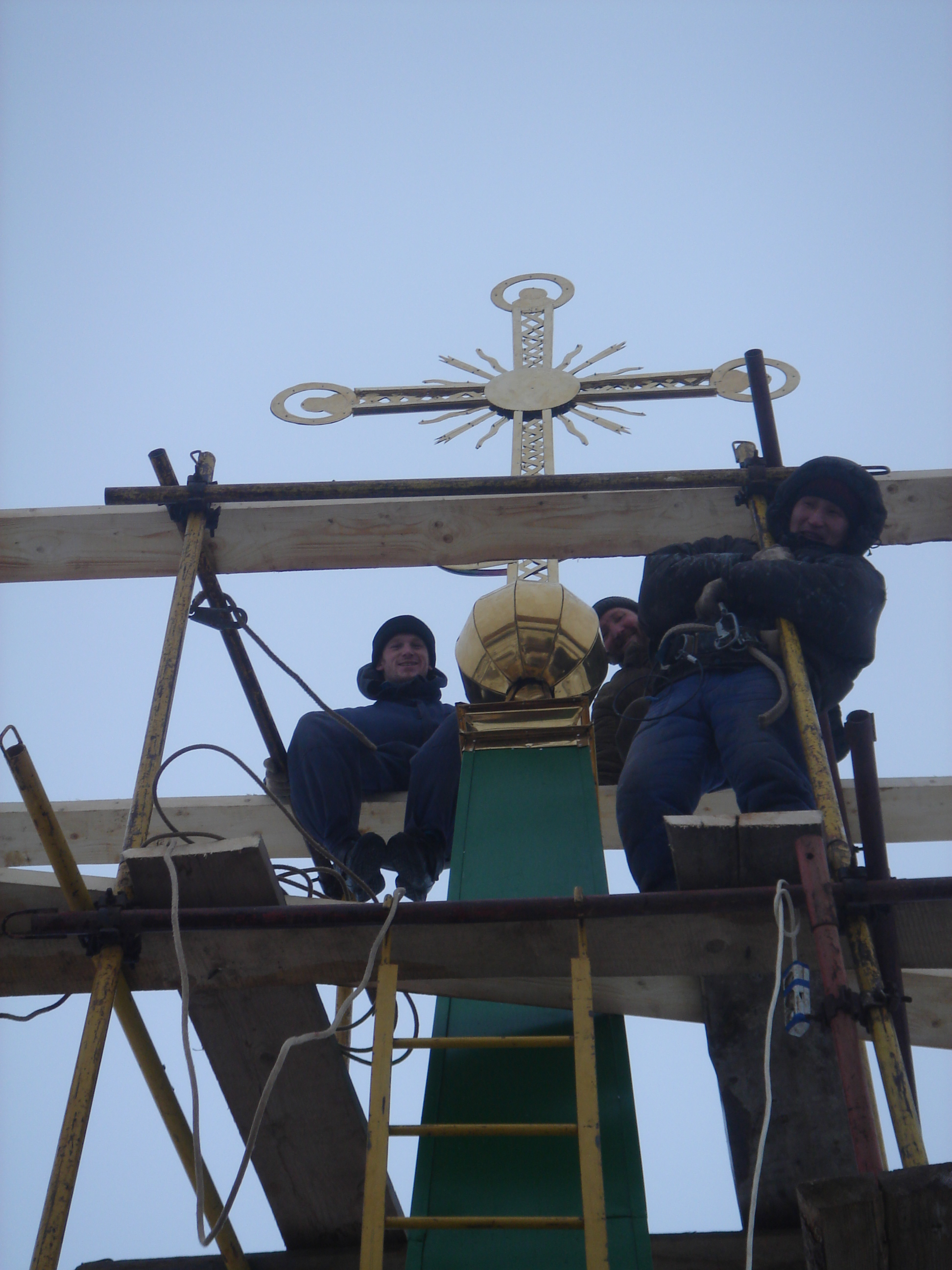
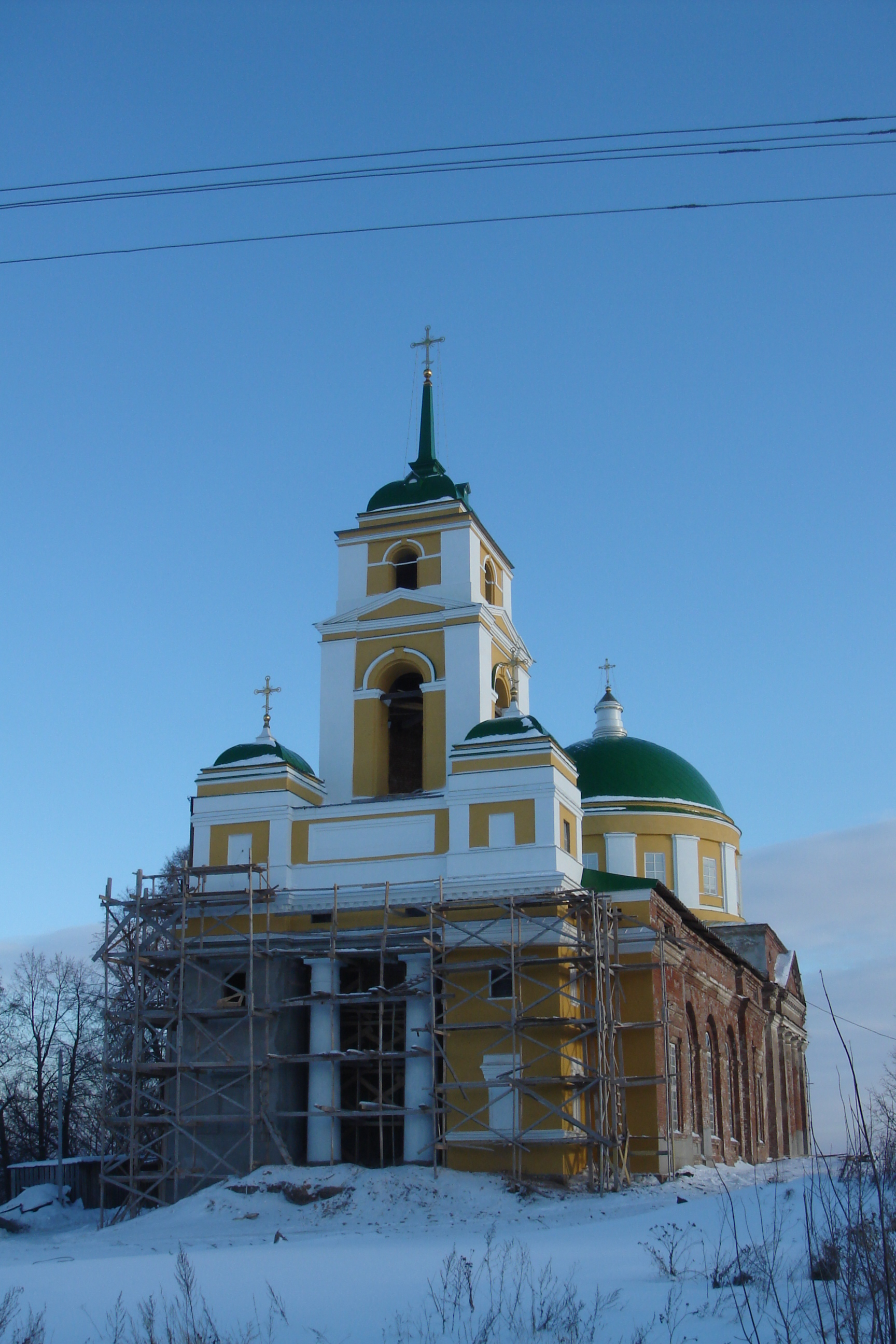
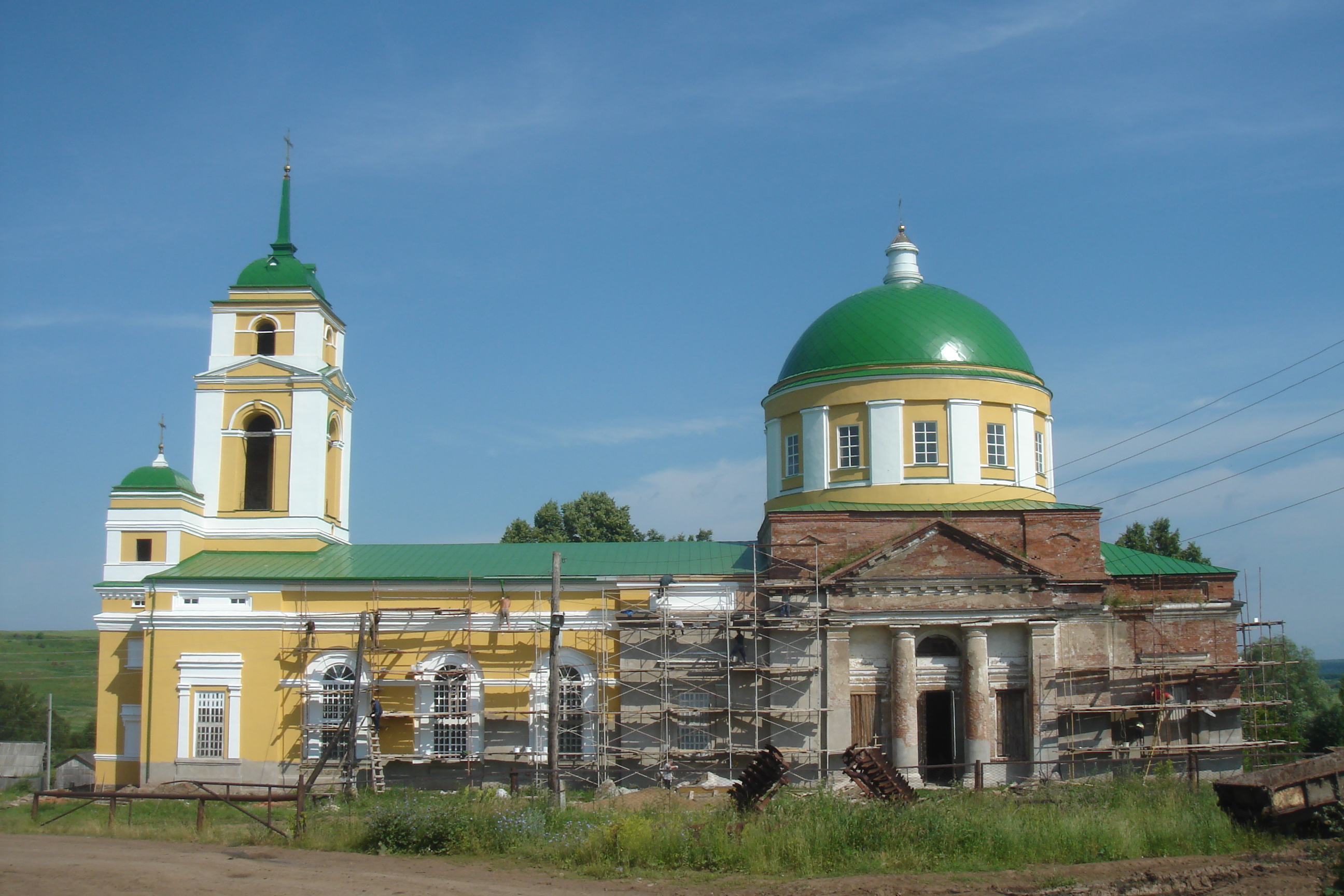
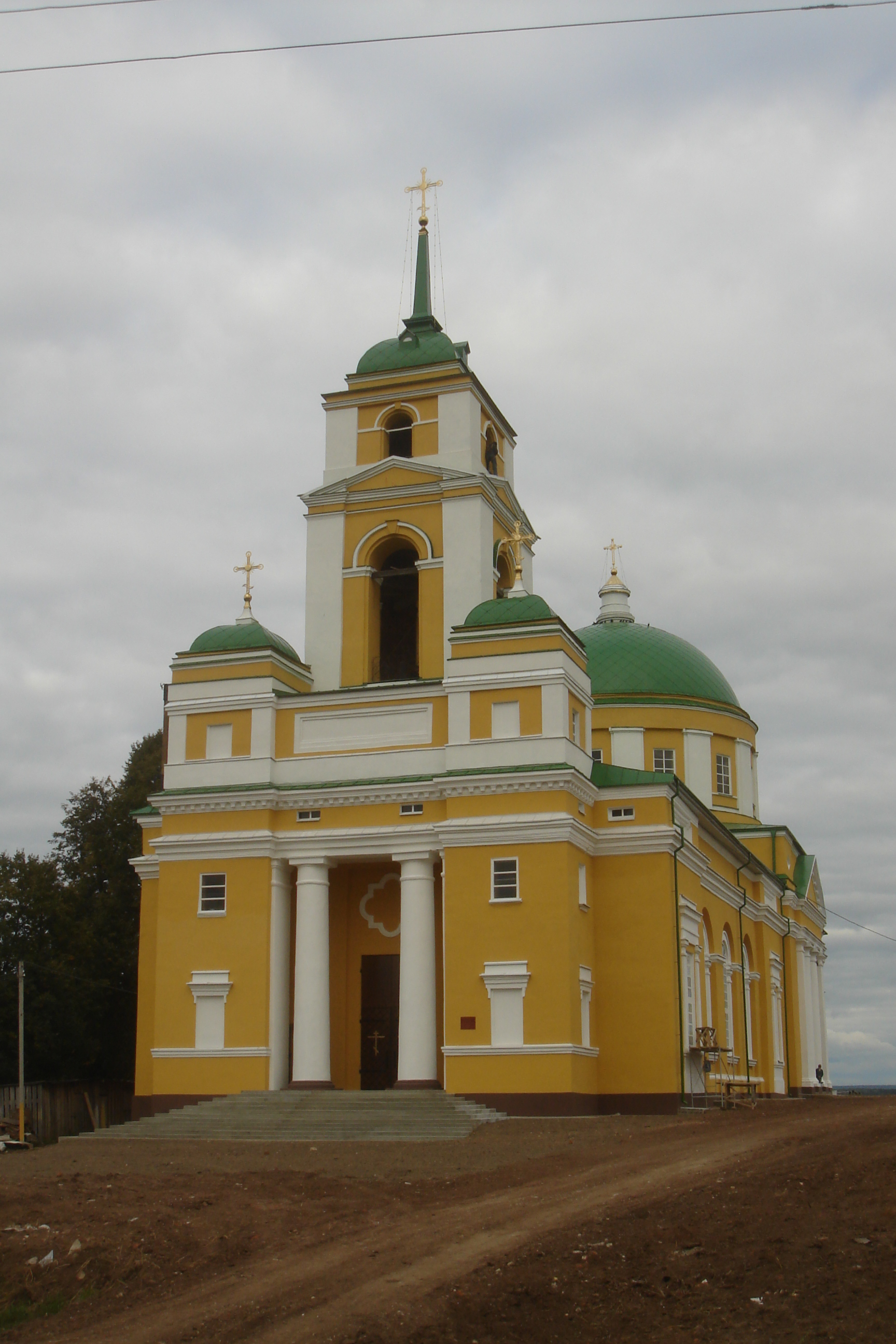
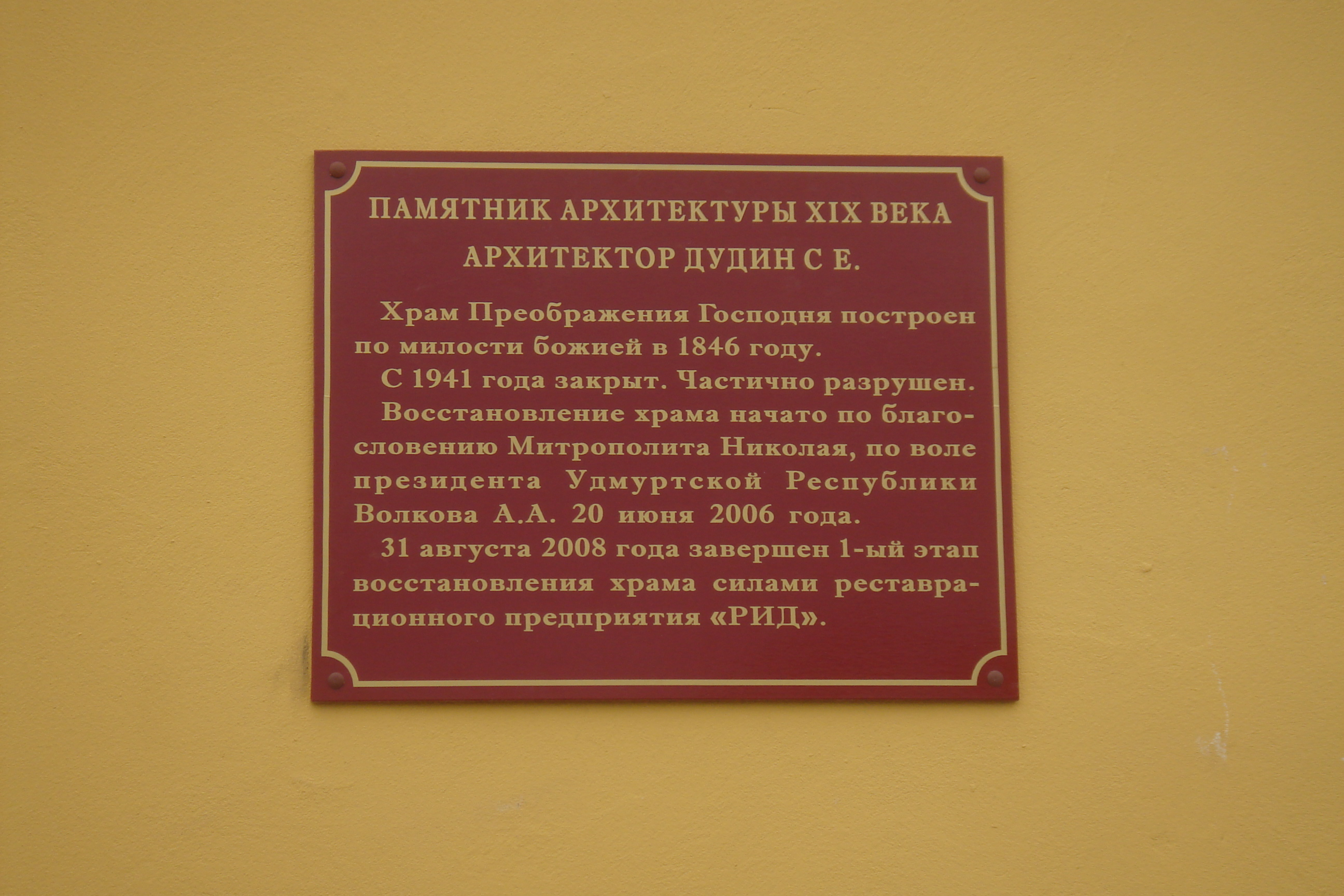